# Flamingos
Flamingos es el tercer álbum de estudio del músico español Enrique Bunbury.
El disco fue preproducido entre junio y septiembre del año 2001 en Molinos (Teruel) y grabado en Aviñonet, provincia de Gerona, en los estudios Music Lan entre noviembre de 2001 y febrero de 2002. Es el álbum más exitoso de su carrera llegando a vender al poco tiempo más de 300 000 copias.

## Lista de canciones
Todos los temas compuestos por Enrique Bunbury, excepto donde se indica.

| N.º     | Título                      | Escritor(es)                         | Duración |  |
| 1.      | «El club de los imposibles» |                                      | 4:46     |  |
| 2.      | «Sí»                        | Adrià Puntí                          | 3:20     |  |
| 3.      | «Contar contigo»            |                                      | 4:52     |  |
| 4.      | «Sácame de aquí»            |                                      | 4:30     |  |
| 5.      | «Enganchado a ti»           |                                      | 3:56     |  |
| 6.      | «Lady Blue»                 |                                      | 5:30     |  |
| 7.      | «San Cosme y San Damián»    | Enrique Bunbury Rafael Domínguez     | 3:52     |  |
| 8.      | «Un bastón para tu corazón» | Bunbury Domínguez                    | 2:12     |  |
| 9.      | «No se fíe»                 |                                      | 3:39     |  |
| 10.     | «Ciudad de bajas pasiones»  |                                      | 3:53     |  |
| 11.     | «Hermosos y malditos»       | Bunbury Javier García-Vega Domínguez | 4:12     |  |
| 12.     | «One, Two, Three»           |                                      | 4:50     |  |
| 13.     | «Hoy no estoy para nadie»   |                                      | 7:28     |  |
| 14.     | «Mundo feliz»               |                                      | 4:42     |  |
| 15.     | «...Y al final»             |                                      | 4:18     |  |
| 1:06:00 |                             |                                      |          |  |

## Videoclips
| #  | Videoclip                   | Año de publicación |
| -- | --------------------------- | ------------------ |
| 1. | "Lady Blue"                 | 2002               |
| 2. | "Sí"                        | 2002               |
| 3. | "Sácame de Aquí"            | 2002               |
| 4. | "El Club de los Imposibles" | 2002               |
|    |                             |                    |

## Bizarros
Fue a su vez un LP maqueta de lo que es el disco de Bizarros el cual contenía a su vez todas las canciones de Flamingos en (Versión Maqueta) además de canciones extras como:
- Malicia (Demo Inédita)
- Annabel Lee (Demo Inédita) (Canción de Radio Futura)
- Circo Circular (Demo Inédita)
- Cementerio En Mis Zapatos (Demo Inédita) (Más tarde aparecerá como "Dos Clavos A Mis Alas").
- Van The Man (Demo Inédita)
- El Día Anterior (Demo Inédita) (Versión de Welcome To Callejón Sin Salida del álbum El Tiempo de Las Cerezas)
- Si Fuera (Demo Inédita)
- Un Poco de Juego (Demo Inédita)
- Vámonos (Demo Inédita) (Canción de José Alfredo Jiménez)
- Barret (Demo Inédita)

## Personal

### El Huracán Ambulante
Su banda conformada por los siguientes músicos.
- Enrique Bunbury - Voz, guitarra, sintetizador, bajo y bricolaje
- Copi - Teclados, juguetes, arreglos de cuarteto y jim bean voz
- Rafa Domínguez - guitarras, dobro, mandolina, sitar eléctrico, coros y personajes
- Ana Belén Estaje - Violín y linda voz
- Ramón Gacías - batería, teclados y bricolaje
- Javier Garcia Vega - trombón, tuba y arreglos de metales
- Javier Íñigo - trompeta y fiscornio
- Del Morán - Bajo acústico y eléctrico
- Luis Miguel Romero - percusiones y pitibala

### Invitados y Colaboraciones
Además de los miembros de la banda El Huracán Ambulante, participan varios músicos haciendo voces, instrumentos y sonidos.
- Pedro Andreu - Armónica
- Shuarma - Voz
- Kepa Junquera - trikitixa y percusión
- Quimi Portet - Guitarra marciana
- Guille Martín - Guitarra stone
- Jaime Urrutia - Voz
- Carlos Ann y Charly Chicago
- Luis Bagüeste - Saxo barítono, tenor y soprano, mini-moog y theremin
- Antonio Estación - Voz taberna
- Gina K (Gina Argemir)- Sexy voz y gato
- Quique Mavilla - Acordeón, hammond y virus
- Olvido Lanza String: Cuarteto de cuerda
- Adrià Puntí - Personajes
- Jorge Rebenaque - Hammond y acordeón
- Jordi Sole: Doo-woop
- Suhail: Laúd árabe, buzuki eléctrico, percusión bereber y qwail voz
- Joan Trayter y Jordi Mora: Virus
- Adam Viusà: Bajo
- Jorge Waltrapas: Látigo